# کرستوود (کنتاکی)
کرستوود (به انگلیسی: Crestwood) شهری در ایالت کنتاکی کشور ایالات متحده آمریکا است که جمعیت آن در سرشماری سال ۲۰۱۰ میلادی، ۴٬۵۳۱ نفر بوده‌است.